# ميديولانوم
ميديولانوم هي مدينة قديمة تقع اليوم داخل مدينة ميلانو في إيطاليا، كانت إحدى المدن المهمة في زمن الامبراطورية الرومانية. يعتقد أنها بنيت من قبل الكلتيين في حوالي سنة 600 ق م. احتلها الرومان في سنة 220 ق م. أصبحت بعد ذلك مركز المسيحية الغربية وقام الإمبراطور قسطنطين العظيم بتوقيع مرسومه الشهير بمرسوم ميلانو في سنة 313 مع امبراطور الشرق ليسينيوس، وأصبحت عاصمة الامبراطورية الرومانية الغربية. احتلها قبائل القوط بعد سقوط الامبراطورية الرومانية الغربية في سنة 478. ثم احتلها اللومبارديون وهم قبيلة جرمانية أخرى في سنة 551 وجعلوها مركز حكمهم ليعرف الإقليم المحيط بميلانو باسم لومبارديا.